# Gomphrena tuberosa
Gomphrena tuberosa är en amarantväxtart som beskrevs av Spreng.. Gomphrena tuberosa ingår i släktet klotamaranter, och familjen amarantväxter. Inga underarter finns listade i Catalogue of Life.